# Niederböhmersdorf
Niederböhmersdorf ist ein Ortsteil der Stadt Zeulenroda-Triebes im Landkreis Greiz.

## Lage
Der Ort befindet sich etwa zwölf Kilometer (Luftlinie) westlich der Kreisstadt Greiz und etwa vier Kilometer nordöstlich vom Stadtzentrum von Zeulenroda. Als höchste Erhebung gilt eine Anhöhe etwa 400 Meter südöstlich der Ortslage (435,2 m ü. NN). Der Ortsteil Grüna besteht aus wenigen Häusern und befindet sich südlich der Ortslage an der Bundesstraße 94.

## Geschichte
Der Ort ist ein so genanntes Langdorf und geht wahrscheinlich auf eine altsorbische Siedlung zurück. Die älteste urkundliche Erwähnung des Ortes stammt aus dem Jahr 1462 als Behmstorff. Am 1. Juli 1992 wurde Niederböhmersdorf ein Ortsteil von Zeulenroda. Im Ort leben heute etwa 293 Menschen. Sehenswert ist eine 1843 errichtete Bockwindmühle, die 1922 zur Paltrockwindmühle umgebaut wurde. Im Ortsteil Grüna befand sich zeitweise eine Heilbadeanstalt.

## Persönlichkeiten
- Franz Scheffel (1873–1967), Politiker (SPD)
- Amandus Barth (1857–1941) war ein deutscher Politiker, Bürgermeister in Niederböhmersdorf